# Dhyan Chand National Stadium
Major Dhyan Chand National Stadium – wielofunkcyjny stadion w Nowym Delhi, w Indiach. Służy również jako stadion narodowy i jest obecnie używany głównie dla meczów hokeja na trawie oraz piłki nożnej. Swoje mecze rozgrywają na nim reprezentacja Indii w hokeju na trawie oraz drużyny hokejowe Delhi Waveriders i Delhi Wizards. Stadion może pomieścić 20 000 widzów.